# Hellendoorn
Hellendoorn (prononcé en néerlandais : [ˌɦɛlə(n)ˈdoːr(ə)n]  ; en bas saxon : Heldern) est une commune et un village néerlandais, en province d'Overijssel. La commune est traversée par la Regge, rivière se jetant dans l'Overijsselse Vecht à Ommen, au nord. Au 31 janvier 2022, elle compte 35 987 habitants.
Bien qu'elle porte le nom du village de Hellendoorn, la commune a son hôtel de ville à Nijverdal, village de plus de 24 800 habitants, contre près de 6 400 dans le village de Hellendoorn.

## Histoire
À la fin de la Seconde Guerre mondiale, la commune de Hellendoorn abrite un site de lancement pour les fusées V2 opéré par une unité de la Waffen-SS. Depuis ce site est notamment effectué le bombardement du cinéma Rex, occasionnant la mort de 567 personnes à Anvers en Belgique le 16 décembre 1944.

## Galerie

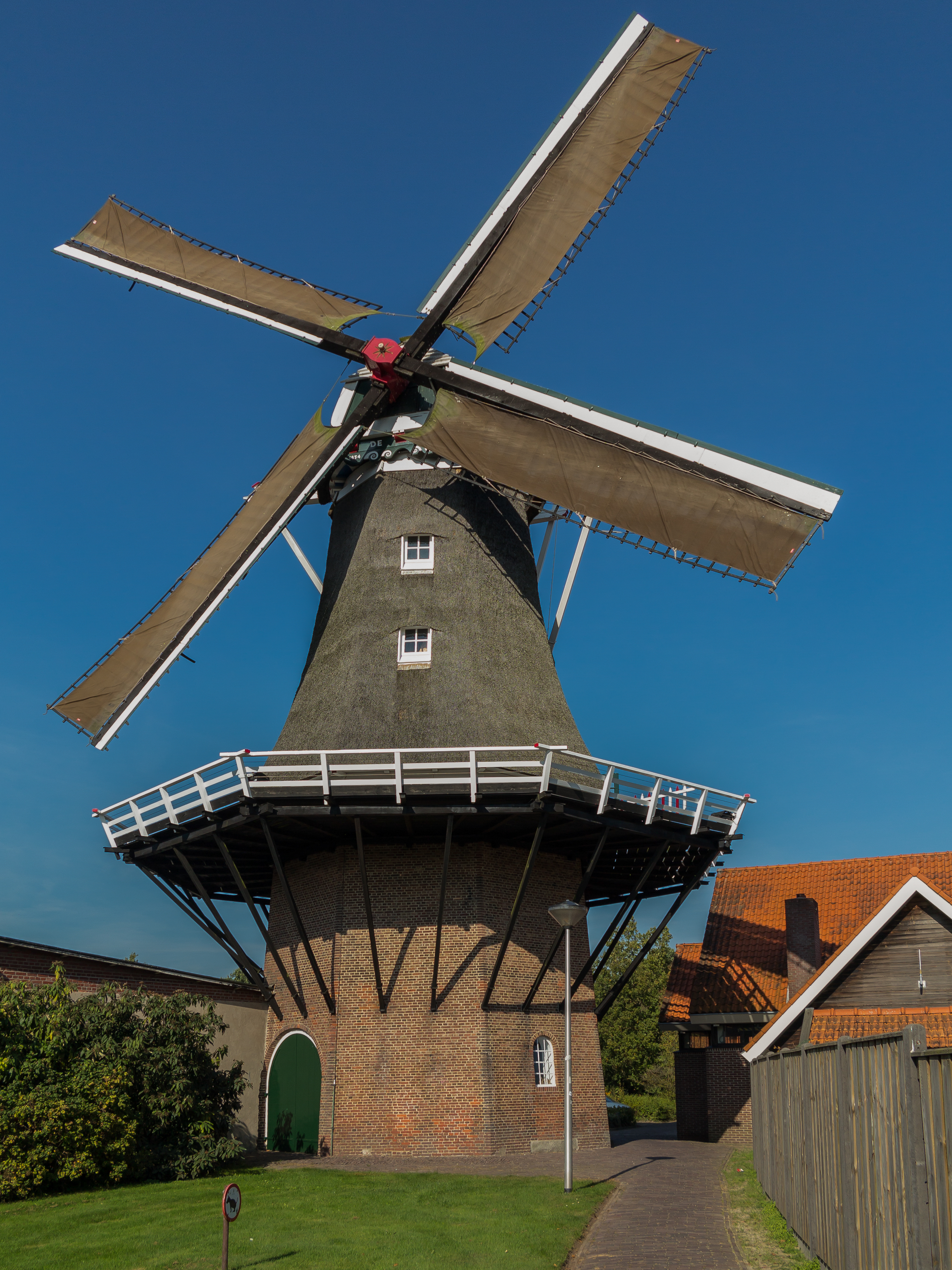
Hellendoorn, moulin : korenmolen de Hoop.
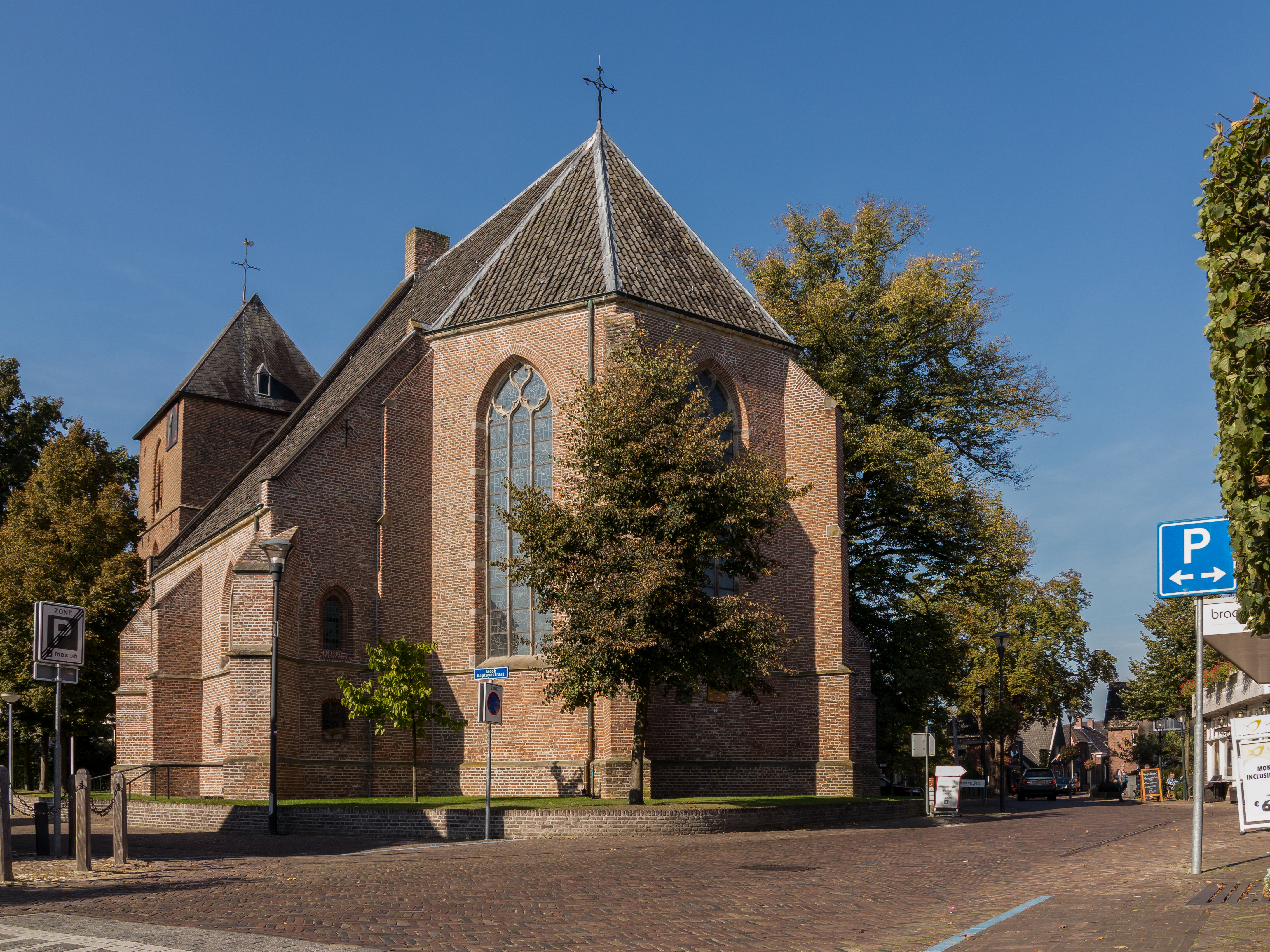
Hellendoorn, église : de Dorpskerk.
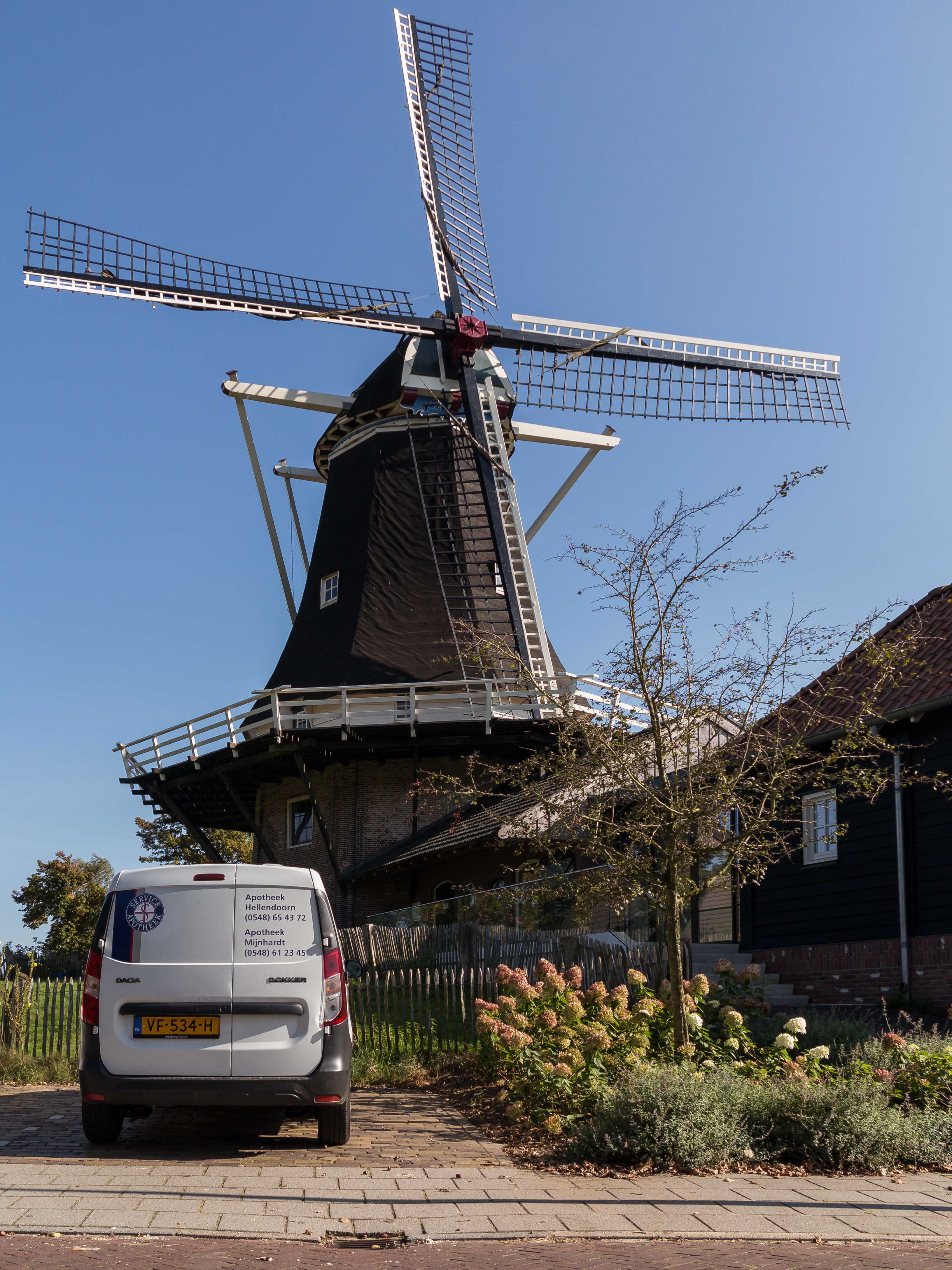
Hellendoorn, moulin : de Wippe (molen van Fakkert).
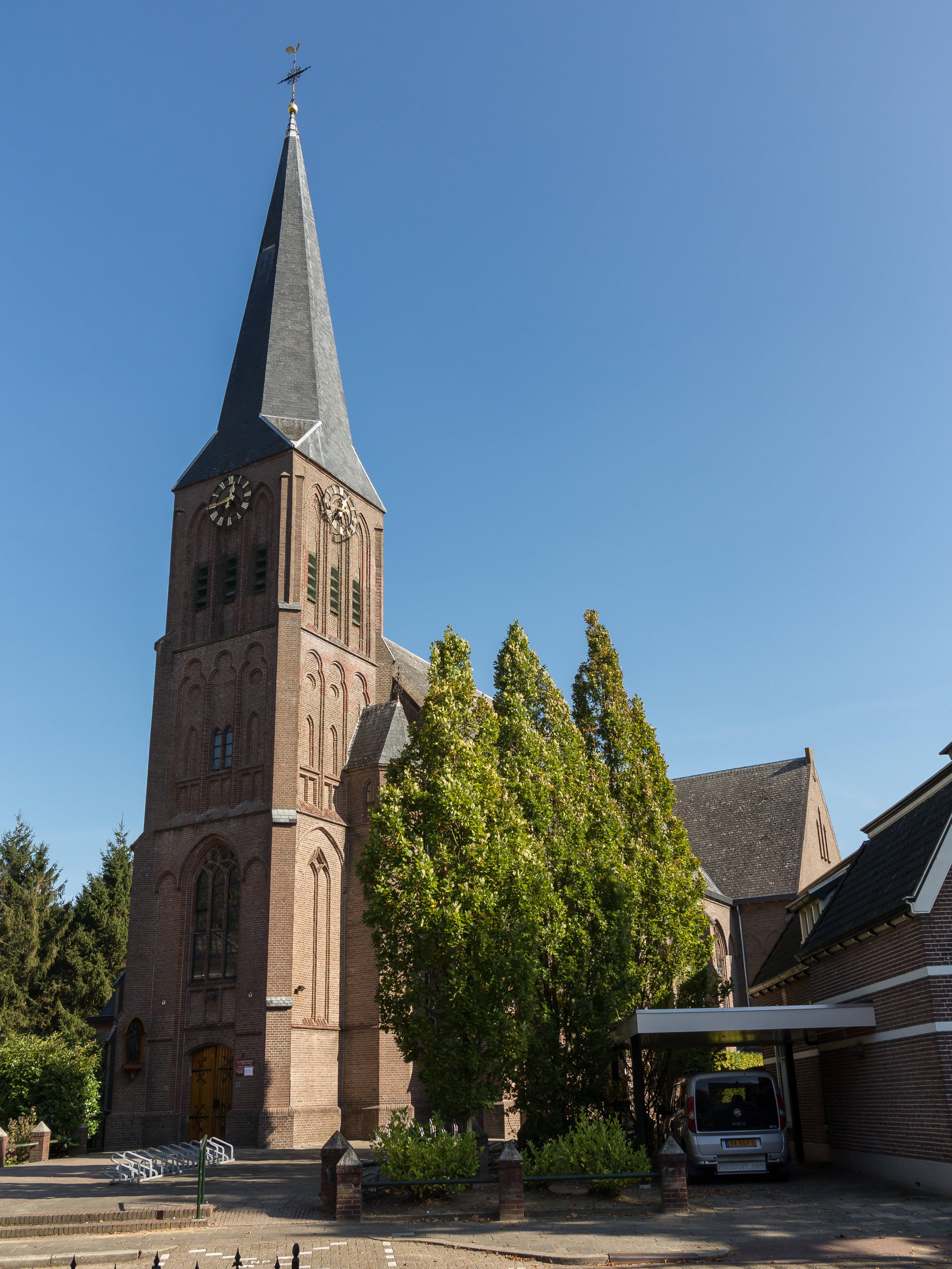
De Sint Sebastianuskerk à Hellendoorn.
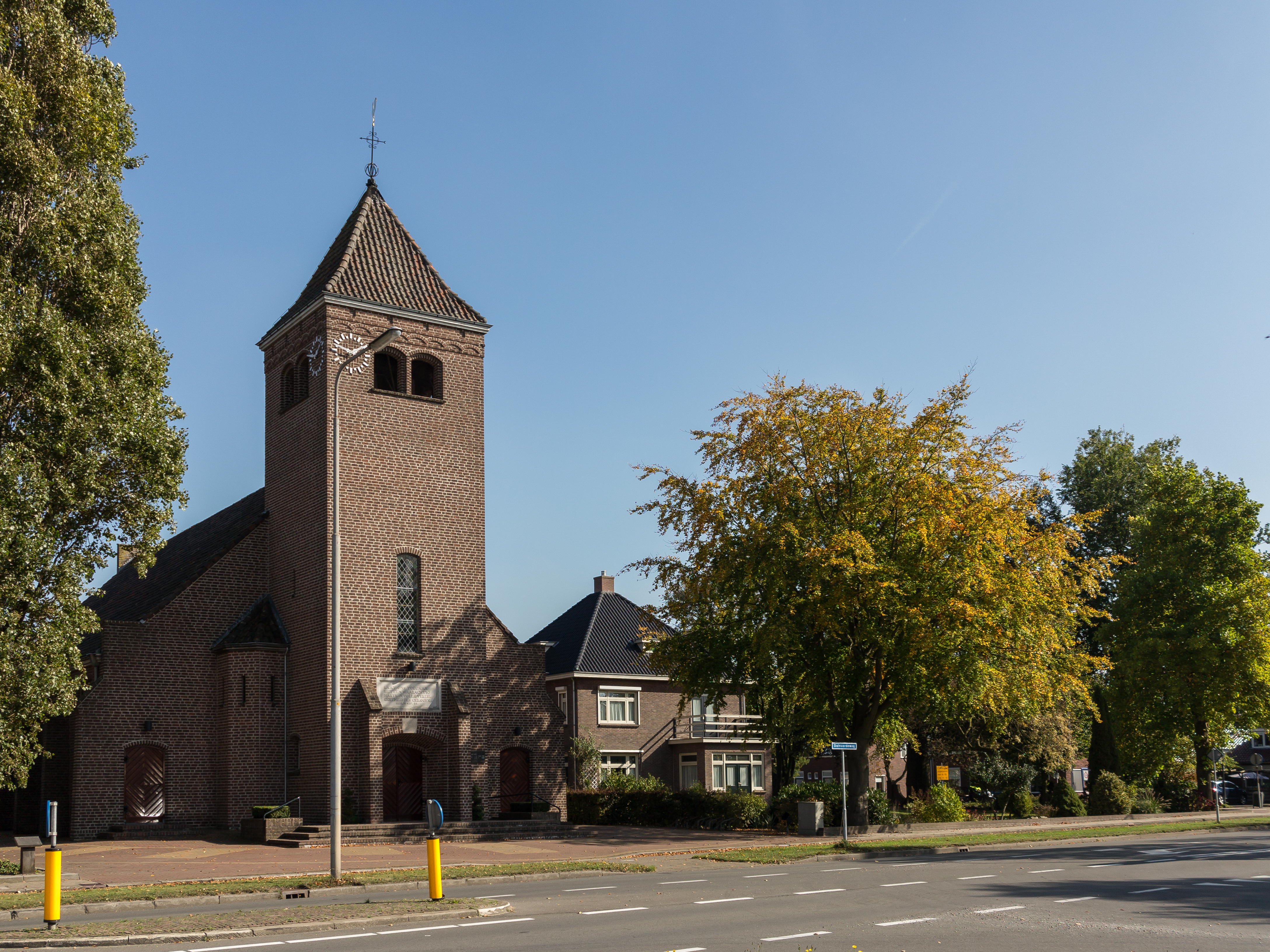
Daarle, église protestante.
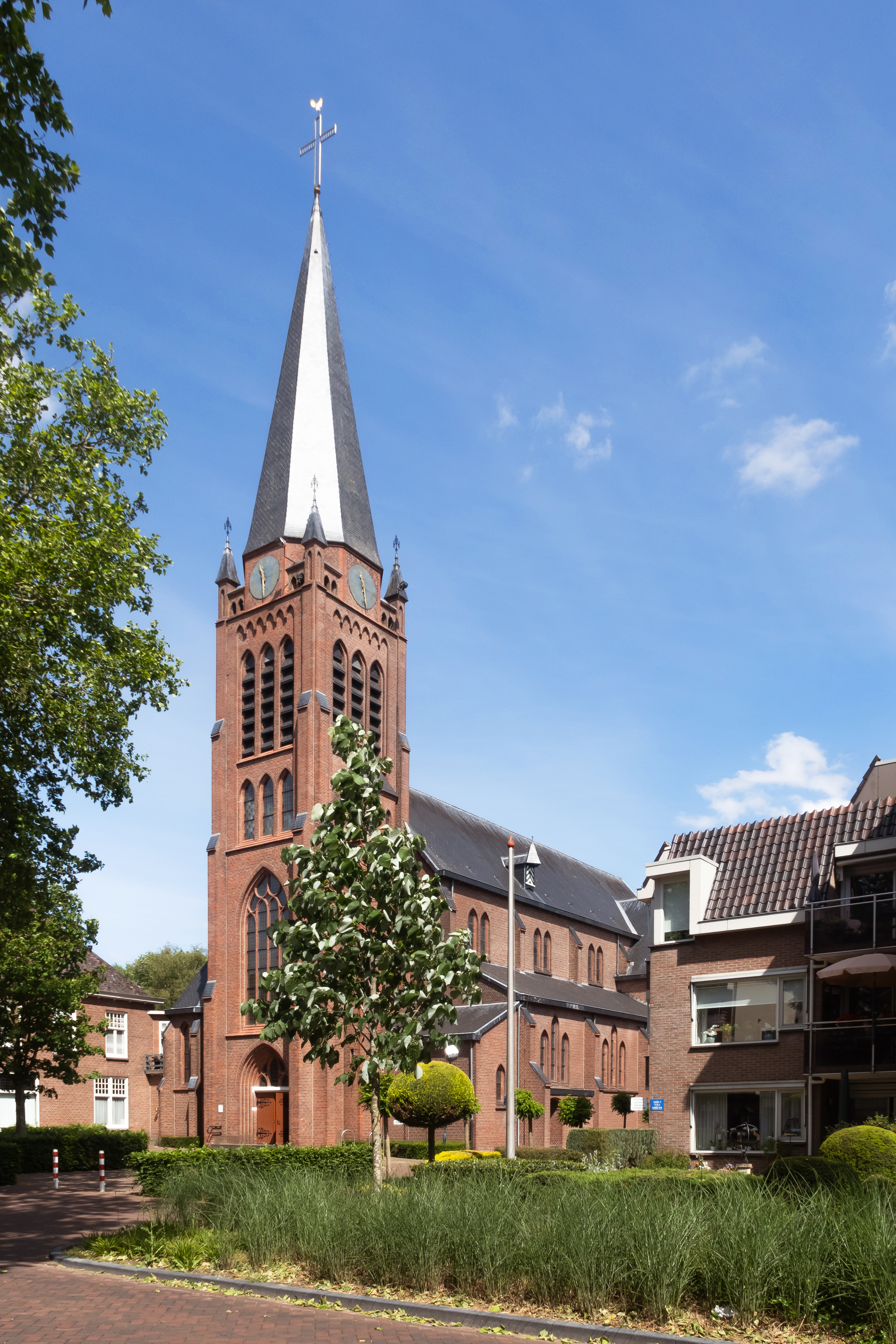
Nijverdal, église : de Antonius van Paduakerk.

## Lieux et monuments
- Le parc d'attractions Avonturenpark Hellendoorn.
- Le centre de plein air (buitencentrum) du parc national de Sallandse Heuvelrug.